# قاتل بلا وجه
قاتل بلا وجه هي رواية بوليسية وتشويق من تأليف الكاتب السويدي هنينغ مانكل، وهي أولى روايات سلسلة المفتش المتخيلة كورت فالاندر. صدرت عام 1991، وتُرجمت إلى العربية بترجمتين: الأولى لـ مهدي صالح المالكي، والثانية لـ ياسر شعبان.

## المقدمة
تقع أحداث الرواية في قلب الريف السويدي، حيث تُكتشف جريمة قتل مزدوجة لزوجين من المزارعين المتقاعدين اللذين تعرّضا للتعذيب والقتل بوحشية. كانت الجريمة قد تأخذ مسارها كأي قضية قتل عادية، لولا أن المرأة العجوز، وهي على فراش الموت في المستشفى، لفظت كلمة واحدة قبل وفاتها: "غريب"، ما أثار جدلًا واسعًا وردود فعل عنيفة، وأشعل موجة من الكراهية والعنف ضد طالبي اللجوء السياسي.

## الحبكة
يجد المفتش فالاندر نفسه، في أولى مهامه، أمام قضية معقدة تكشف عن جانب مظلم من المجتمع السويدي، يتمثل في التعصّب والتمييز العنصري. وبالتزامن مع ذلك، يواجه فالاندر صراعًا شخصيًا يتمثل في تداعيات طلاقه، وما يرافقه من مشاعر الوحدة والتمزق.
تتشابك التحقيقات الجنائية مع الأحداث الاجتماعية والسياسية، وتتكشف خيوط الجريمة على خلفية توتر متصاعد بين السكان المحليين ومعسكر اللاجئين. تسلط الرواية الضوء على قضايا إنسانية حساسة، منها الهجرة، والعنصرية، والصراع الداخلي للأبطال.

## الموضوعات الرئيسية
التعصّب والتمييز العنصري: انتقاد لاذع للعنصرية في المجتمع السويدي.
العدالة والتحقيق الجنائي: عرض لجهود الشرطة في حل الجرائم المعقدة.
الصراعات الشخصية: إبراز الجانب الإنساني للمحقق فالاندر.

## الترجمات العربية
ترجمة مهدي صالح المالكي – صدرت عن دار الآداب، 2022.
ترجمة ياسر شعبان – صدرت عن المركز القومي للترجمة، 2022.

## الأثر والتأثير
حققت الرواية نجاحًا كبيرًا في السويد وخارجها، وكانت نقطة انطلاق لشخصية كورت فالاندر التي ظهرت لاحقًا في عدة روايات وأعمال تلفزيونية. كما ساهمت في ترسيخ مكانة هنينغ مانكل كأحد أبرز كتاب الرواية البوليسية المعاصرين.

## وصلات داخلية
رواية بوليسية
أدب سويدي
كورت فالاندر